# Papež Telesfor
Sveti Telesfor, papež in  mučenec Rimskokatoliške cerkve, * 1. stoletje n. št., Kalabrija, (Italija - Rimsko cesarstvo); † okoli 137, Rim. 

## Življenjepis

### Od puščavnika do papeža
Najbrž je bil rojen v Kalabriji (južna Italija) v grški družini; pred prihodom v Rim je dlje časa živel kot puščavnik v Palestini in v Egiptu. Možno je tudi, da je bil med puščavniki na gori Karmelu, pa so ga prišteli med svoje svetnike tudi karmeličani. Pontifikat je začel in končal za vladanja cesarja Hadrijana..

### Določbe
Zgodovinar Evzebij Cezarejski poroča, da je papež Telesfor uvedel polnočnico, zornice in petje brevirja na božični praznik, praznovanje Velike noči na nedeljo, post v postnem času ter petje mašne himne Slava (Gloria), ki jo je po nekaterih virih sestavil sam Telesfor. Tako poroča tudi Liber pontificalis

### Krščanski apologeti
V njegovem času so se v Rim preselili številni gnostiki, ki so razlagali krščanstvo v nasprotju z naukom svetega pisma in cerkvenega učiteljstva. Zanje je bila značilna duhovnost, ki se je nagibala k misticizmu in je bila oddaljena od resničnega življenja. Verske skrivnosti so hoteli popolnoma razložiti. To je učil zlasti filozof Valentin, ki se je ravno tedaj preselil iz Egipta v Rim, kjer je njegov nauk padel na plodna tla. Papež je sam naročil in odobril, da so krščanski apologeti po eni strani zavračali krivoverje, po drugi strani pa pred oblastmi branili in zagovarjali krščanstvo. Najstarejši krščanski apologet Quadratus (Kvadrat ali Kodrat), še učenec apostolov, je svoj zagovor kristjanov izročil cesarju Hadrijanu okrog leta 125, ko se je ta mudil v Mali Aziji. Na Hadrijana je naslovil svoj zagovor kristjanov tudi Aristid iz Aten. Želela sta cesarju dokazati neoporečnost krščanskega občestva in neutemeljenost napadov na kristjane.

## Smrt in češčenje

### Mučenec pod Hadrijanom
Cesar Hadrijan je čislal Grke in je na ta način bil tudi papež Telesfor v neki prednosti. Na videz je vzel cesar kristjane celo v zaščito. V Malo Azijo je namreč poslal prokonzulu Minuciju Fundanu dopis, kjer naroča, naj ovaduhe, ki kristjane po nedolžnem tožarijo pred državnimi sodišči, trdo prime in kaznuje, kristjane pa samo takrat, kadar jih zaloti, da so kršili obstoječe zakone. Vendar pa je zviti cesar po drugi strani hotel odvrniti množice od krščanstva in judovstva s tem, da je oskrunjal njihove svete kraje. Judom je prepovedal obrezo in s tem povrzočil upor. Znova je pozidal Jeruzalem in mu dal pogansko ime (Aelia Capitolina). 
Hieronim poroča, da je dal Hadrijan tik ob Kristusovem grobu v Jeruzalemu postaviti kip poganskega boga Jupitra, na Kalvariji pa kip boginje Venere.
Škof Irenej Lyonski govori v svojem spisu Zoper krive vere (III, 3,3) o papežu Telesforu kot o »preslavnem pričevalcu« (tj. mučencu) za krščansko vero. Ta spis je nastal komaj petdeset let po Telesforovi smrti. To potrjuje dvakrat tudi Evzebij v svoji Zgodovini Cerkve. Pokopan je v Vatikanu.

### God
V Rimskokatoliški cerkvi obhajajo njegov god 5. januarja, a v pravoslavnih Cerkvah 22. februarja.

### Ocena
Nekateri strokovnjaki menijo, da so bile uvedene v mašo Slava, polnočna maša in štiridesetdanski  post šele pozneje in ne že za časa papeža Telesfora. 